# Maxwell (mértékegység)
A maxwell (jele: Mx) a mágneses fluxus (Φ) mértékegysége a CGS-mértékegységrendszerben (centiméter-gramm-másodperc).

## Történet
A mértékegység nevét James Clerk Maxwell után kapta aki létrehozta az egységes elektromágneses elméletet. A maxwell CGS-mértékegység, használatát az 1900-ban Párizsban tartott Nemzetközi Elektromossági Kongresszuson ajánlották. Ezt a gyakorlati egységet korábban line-nak nevezték, amely Faraday mágneses térének ívelt mágneses erővonalként történő megfogalmazását tükrözi, amelyet ő mágneses indukciós vonalnak nevezett. Gyakran a kiloline (10 3 line) és megaline (10 6 line) egységeket alkalmazták, mert az 1 line egység nagyon kicsinek bizonyult a jelenségek  mérésekor.
A maxwellt mint a mágneses fluxus egységét egyhangúlag megerősítették a Nemzetközi Elektrotechnikai Bizottság 1930. júliusi oslói plenáris ülésén. 1933-ban a Nemzetközi Elektrotechnikai Bizottság elektromos és mágneses magnitúdók és egységek bizottsága javasolta a méter-kilogramm-másodperc rendszer (MKS, Giorgi-rendszer) alkalmazását, és a weber nevet javasolták a mágneses fluxus (Φ) mértékegységére a különböző nemzeti bizottságok jóváhagyásával, amelyet 1935-ben sikerült elérni. A Nemzetközi Elektrotechnikai Bizottság ezáltal a webert a mágneses fluxus mértékegységként fogadta el.

## Meghatározás
A maxwell egy nem SI-mértékegység.
1 maxwell = 1 gauss × cm2
1 maxwell a fluxus, ha egy 1 négyzetcentiméteres felületen, arra  merőlegesen 1 gauss erősségű mágneses tér halad át.
A mágneses fluxus SI-egysége a weber, amelyet 1946-ban határoztak meg.
1 maxwell = 10 −8 weber

## Fordítás
Ez a szócikk részben vagy egészben  a   Maxwell (unit) című angol Wikipédia-szócikk ezen változatának fordításán alapul.  Az eredeti cikk szerkesztőit annak laptörténete sorolja fel. Ez a jelzés csupán a megfogalmazás eredetét és a szerzői jogokat jelzi, nem szolgál a cikkben szereplő információk forrásmegjelöléseként.